# Ameles paradecolor
Ameles paradecolor — один з дрібних видів богомолів південноєвпропейського роду Ameles. Дорослі самці тендітні й крилаті, непогано літають, самиці більш кремезні, черевце розширене до заднього кінця, часто загнуте догори, обидві пари крил сильно вкорочені. Вид поширений на  Піренейському півострові. У 2020 році було запропоновано систему триби Amelini, в якій вид віднесено до відновленого роду Parameles.

## Опис
Тіло невелике, вохристе або зелене. Черевце циліндричне в обох статей. Самці тендітні, крилаті, довжиною 2,6 см. Задні крила самців прозорі, жовтуваті, надкрила повністю покривають черевце, у костальному полі з білуватою смугою. Фасеткові очі еліптичні, без горбика на верхівці. Самиці коротші, але кремезніші, тіло 2,4 см, передні ноги потужніші, крила сильно вкорочені, досягають заднього краю першого тергіта. Передньоспинка тендітна, краї її гладенькі.
Схожий вид — Ameles decolor, має горбик на фасетковому оці та відмінності в будові статевих органів самця. Не виключено, що більша частина описаних екземплярів Ameles decolor з Іспанії і Португалії належить саме до цього виду.

## Ареал
Вид виявлений у провінції Хаен у горах Кордильєра-Пребетіка. За новішими даними поширений по всій Іспанії, а також у Португалії.